# Jingle Bells
Pour les articles homonymes, voir Jingle Belle.
Jingle Bells (littéralement « Tintez grelots » en anglais), connu en français sous le titre Vive le vent, est un chant de Noël traditionnel américain, écrit et composé par James Lord Pierpont.
Publié sous le titre One Horse Open Sleigh le 16 septembre 1857 chez Oliver Ditson & Co (en) à Boston, il est enregistré pour la première fois le 30 octobre 1889 sur un cylindre phonographique par le label Edison Records fondé par Thomas Edison.

## Histoire

### Version américaine:Jingle Bells

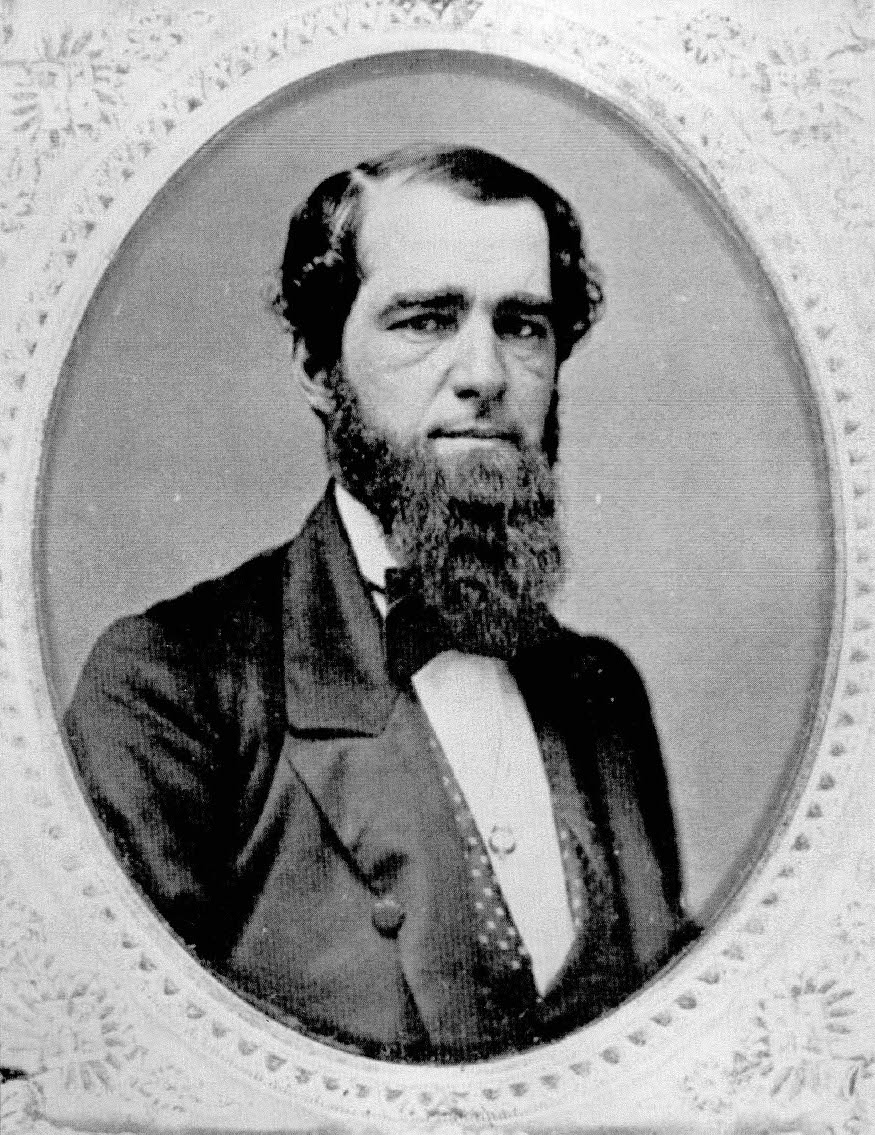
James Lord Pierpont vers 1893.

Ce chant a été initialement écrit par James Lord Pierpont à l'occasion de la fête américaine de Thanksgiving pour l'église de Savannah en Géorgie dirigée par son frère, le révérend John Pierpont Jr.. Elle fait référence aux  traîneaux à cheval (One Horse Open Sleigh) utilisés traditionnellement durant les hivers enneigés du XIXe siècle.
Devenu un des chants de Noël les plus célèbres du monde, le traîneau et ses clochettes mentionnés dans le texte ayant été assimilés avec le temps à celui du père Noël (bien que celui-ci soit tiré par des rennes[réf. souhaitée]), il a notamment été interprété par Duke Ellington, Louis Armstrong, Nat King Cole, Benny Goodman, Ella Fitzgerald, Bing Crosby, The Andrews Sisters, Judy Garland, Frank Sinatra, Dean Martin, Bobby Helms (Jingle Bell Rock), le Million Dollar Quartet (avec Elvis Presley, Carl Perkins, Jerry Lee Lewis et Johnny Cash, le 4 décembre 1956), les Beatles, les chœurs de l'Armée rouge, Boney M., Michael Bublé, Luciano Pavarotti, André Rieu, et al. Le groupe de  thrash metal allemand Onkel Tom l'a également repris dans son quatrième album sorti en 2000 (Ich glaub' nicht an den Weihnachtsmann), parodiant des chants de Noël, et le chanteur suédois Basshunter l'a remixé en 2005 en version dance.

### Version française:Vive le vent
La chanson est adaptée en français seulement en 1948 par Francis Blanche, sous le titre Vive le vent, arrangements de Rolf Marbot aux éditions SEMI (Société d'éditions musicales internationales). Contrairement à la version originale, le texte n'évoque pas les balades en traîneau mais les souvenirs nostalgiques que suscite la fête de Noël. 
Très populaire dès sa sortie, elle est enregistrée entre autres par Lucien Jeunesse, Lisette Jambel, Fred Adison, Bernard Hilda, Louis Ferrari et Édith Fontaine (la femme de Francis Blanche), puis dans les années 1960 par Dalida (1960), Paulette Rollin (1961) ou encore Mireille Mathieu (1968). Plus récemment, elle a été interprétée par Henri Dès (2002) et dans une version pop par Mika  sur des arrangements de Michel Legrand (2011).
En 2011, le titre est repris par Florent Marchet sur son disque de chants de Noël, Noël's Songs.

## Paroles

### Version originale
Dashing through the snow

in a one-horse open sleigh

Over the fields we go

Laughing all the way

Bells on bob tails ring

Making spirits bright

What fun it is to ride and sing

A sleighing song tonight!

Refrain :

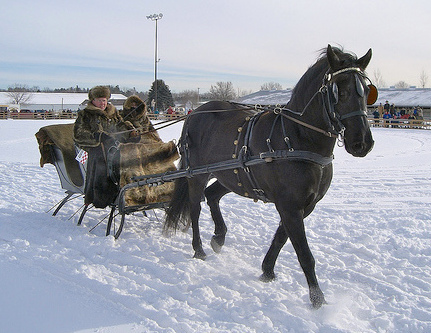
Le type de traîneau à cheval évoqué dans la chanson.

Jingle bells, jingle bells, jingle all the way!

Oh, what fun it is to ride in a one-horse open sleigh.

Jingle bells, jingle bells, jingle all the way!

Oh, what fun it is to ride in a one-horse open sleigh.

A day or two ago

I thought I'd take a ride

And soon, Miss Fanny Bright

Was seated by my side

The horse was lean and lank

Misfortune seemed his lot

He got into a drifted bank

And then we got upsot.

Refrain

A day or two ago

The story I must tell

I went out on the snow

And on my back I fell

A gent was riding by

In a one-horse open sleigh

He laughed as there I sprawling lie

But quickly drove away.

Refrain

Now the ground is white

Go it while you're young

Take the girls tonight

And sing this sleighing song

Just get a bob tailed bay

Two-forty as his speed

Hitch him to an open sleigh

And crack! you'll take the lead.

Refrain

### Adaptation française
Sur le long chemin

Tout blanc de neige blanche

Un vieux monsieur s'avance

Avec sa canne dans la main

Et tout là-haut le vent

Qui siffle dans les branches

Lui souffle la romance

Qu'il chantait petit enfant

Refrain :

Vive le vent, vive le vent,

Vive le vent d'hiver

Qui s'en va sifflant, soufflant

Dans les grands sapins verts, oh!

Vive le temps, vive le temps,

Vive le temps d'hiver

Boules de neige et jour de l'an

Et bonne année grand-mère

Joyeux, joyeux Noël

Aux mille bougies

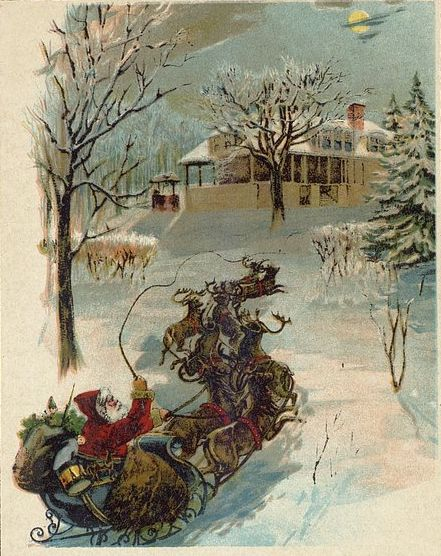
Le traîneau du père Noël.

Quand chantent vers le ciel les cloches de la nuit, oh!

Vive le vent, vive le vent

Vive le vent d'hiver

Qui rapporte aux vieux enfants leurs souvenirs d'hier 

Et le vieux monsieur

Descend vers le village

C'est l'heure où tout est sage

L'ombre danse au coin du feu

Mais dans chaque maison

Il flotte un air de fête

Partout la table est prête

Et l'on entend la même chanson

Refrain

## Cinéma
- 1934 : Shirley aviatrice de David Butler
- 1942 : Un lapin givré, cartoon de la série Merrie Melodies
- 1960 : La Garçonnière de Billy Wilder
- 1984 : La Nuit de la comète de Thom Eberhardt
- 1996 : Johns de Scott Silver
- 1996 : Au revoir à jamais de Renny Harlin
- 2005 : Esprit de famille de Thomas Bezucha

## Télévision
- 20 décembre 1957 : in Happy Holidays with Bing and Frank[2],[3].

### Dans l'espace
Cette musique est la première enregistrée dans l'espace de l'histoire du vol spatial, durant la mission Gemini 6. Le lendemain du premier rendez-vous spatial réussi avec Gemini 7, le 15 décembre 1965, les deux astronautes américains Thomas Stafford et Walter Schirra adressent à leurs homologues de Gemini 7  le message suivant, capté par le centre de contrôle de la NASA à Houston (Texas) : « Gemini VII, this is Gemini VI. We have an object, looks like a satellite going from north to south, up in a polar orbit. He's in a very low trajectory traveling from north to south and has a very high climbing ratio. […] Looks like he might be going to reenter soon. […] You might just let me try to pick up that thing. ». 
Les astronautes interprètent alors Jingle Bells à l'aide d'un harmonica Little Lady Hohner et de grelots, faisant croire qu'ils viennent de voir passer le traîneau du père Noël. Ces instruments sont exposés depuis 1967 au National Air and Space Museum de Washington, D.C..

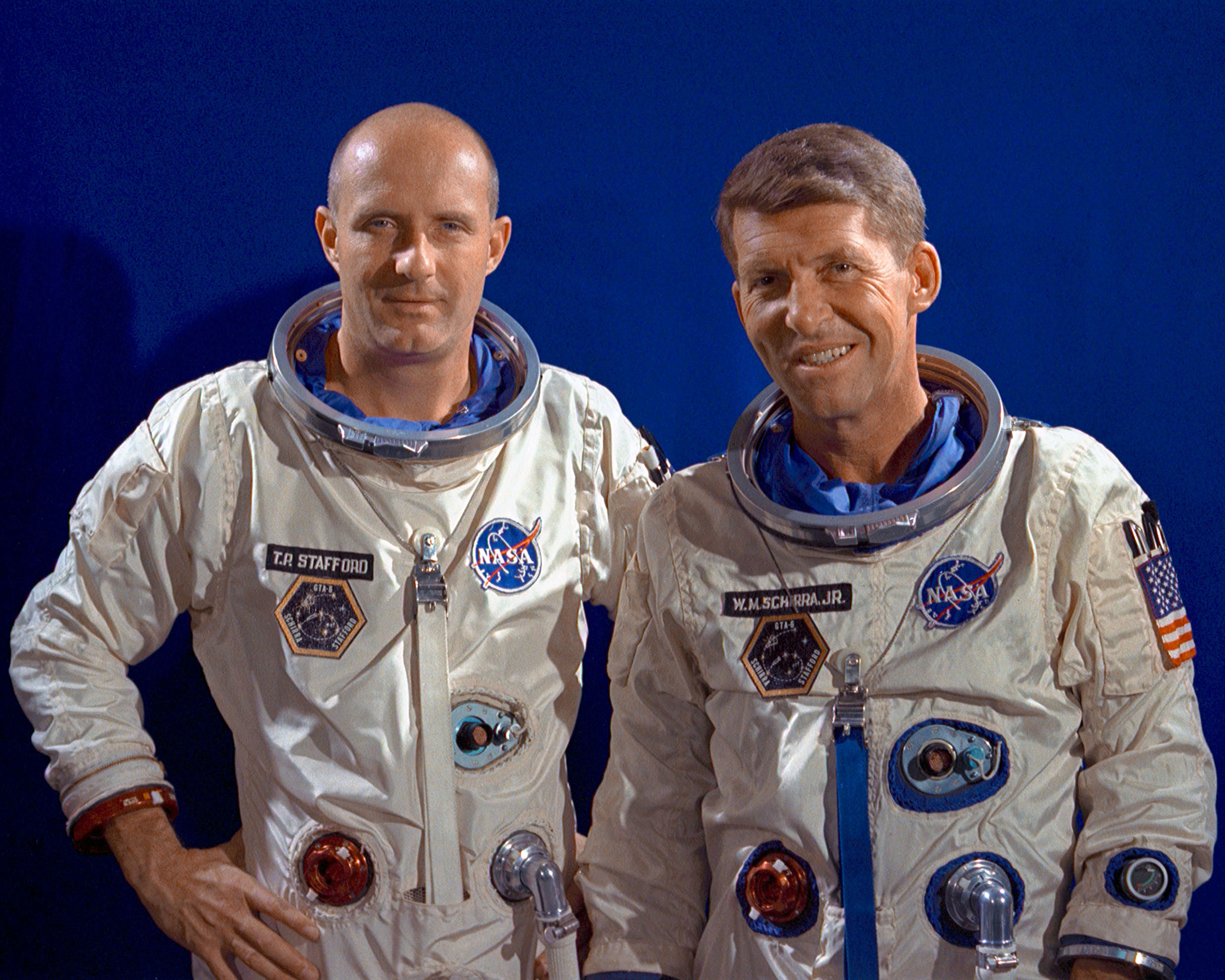
Thomas Stafford et Walter Schirra.
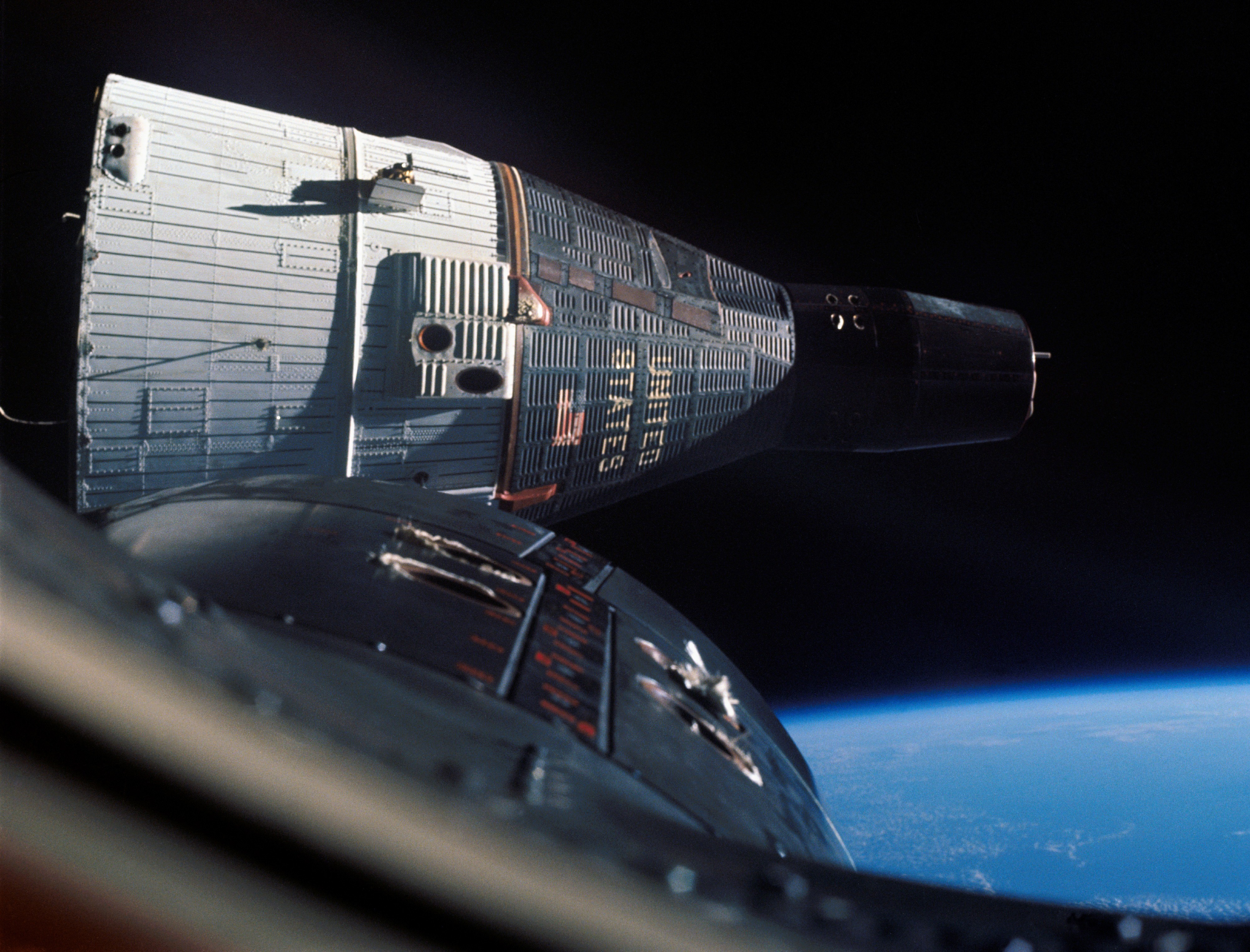
Gemini 7 vu depuis Gemini 6, le 15 décembre 1965.